# Raționalizare

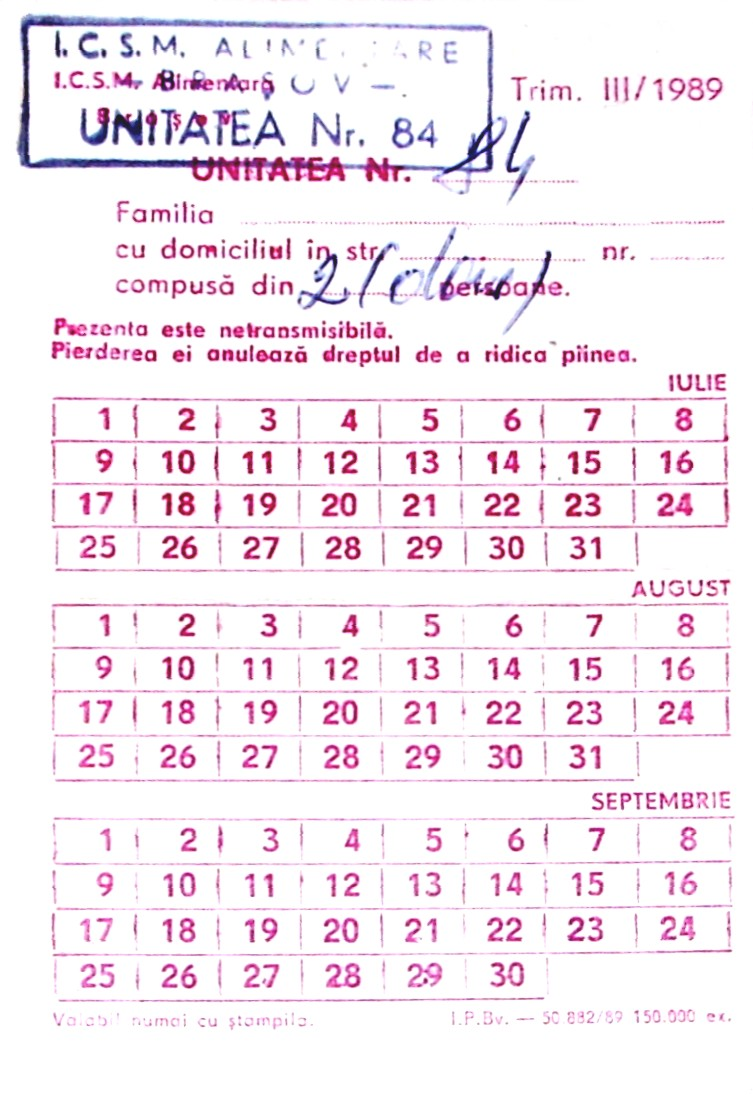
Cartelă de raționalizare în România în 1989

Raționalizarea (sau, rar, raționarea) este distribuția controlată a resurselor, bunurilor, serviciilor rare, sau o restricție artificială a cererii. Raționalizarea controlează mărimea rației, care este partea permisă a resurselor distribuite într-o anumită zi sau la o anumită oră. Există multe forme de raționalizare, deși raționalizarea prin preț este cea mai răspândită.
Raționalizarea se face adesea pentru a menține prețul sub prețul pieței, determinat pe piața liberă de cerere și ofertă. Astfel, raționalizarea poate fi complementară cu controlul prețurilor⁠(d). Un exemplu de raționalizare în fața creșterii prețurilor a avut loc în diferitele țări în care a existat raționalizarea benzinei în timpul crizei petrolului din 1973.
Un motiv pentru stabilirea unui preț mai mic decât cel al pieței poate fi faptul că există o penurie, ceea ce ar duce la creșterea exagerată a prețului pieței. Prețurile ridicate, în special în cazul bunurilor de primă necesitate, sunt nedorite pentru cei ce nu-și pot permite. Totuși, economiștii tradiționaliști susțin că prețurile ridicate acționează pentru a reduce risipa de resurse rare, oferind în același timp stimulente pentru a produce mai mult.
Raționalizarea utilizând cartele nu este singurul tip de raționalizare fără a acționa asupra prețului. De exemplu, produsele deficitare pot fi raționalizate folosind cozi. Acest lucru se vede, de exemplu, la parcurile de distracții, unde se plătește un preț doar pentru a intra, apoi nu trebuie să se plătească niciun preț înăuntru. Similar, în absența taxei de drum, accesul pe drumuri este raționalizat într-un proces primul venit, primul servit la coadă, ceea ce duce la aglomerarea traficului⁠(d).
Autoritățile care introduc raționalizarea trebuie adesea să se ocupe de mărfurile raționalizate care sunt vândute ilegal pe Piața neagră. În ciuda faptului că sistemele de raționalizare sunt uneori necesare ca singură opțiune viabilă pentru societățile care se confruntă cu deficiențe severe de bunuri de consum, ele sunt de obicei extrem de nepopulare pentru publicul larg, întrucât impun limite asupra consumului individual.

## Raționalizarea pentru civili
Raționalizarea pentru civili a fost instituită cel mai adesea în timpul războaielor. De exemplu, fiecărei persoane i se poate da ceea ce este cunoscut sub numele de „cupon de rație” care îi permite să cumpere o anumită cantitate de produs în fiecare lună. Raționalizarea include adesea alimente și alte necesități pentru care există o penurie, inclusiv pentru materiale necesare efortului de război, cum ar fi anvelope de cauciuc, încălțăminte din piele, îmbrăcăminte și combustibil.
Raționalizarea hranei și a apei poate deveni necesară și în caz de urgență, cum ar fi un dezastru natural sau atac terorist. În SUA, Federal Emergency Management Agency⁠(d) (în română Agenția Federală pentru Managementul Urgențelor – FEMA) a stabilit linii directoare pentru raționalizarea alimentelor și a apei atunci când nu sunt disponibile reaprovizionări. Conform standardelor FEMA, fiecare persoană ar trebui să aibă minimum 1 litru de apă pe zi și chiar mai mult pentru copii, mame care alăptează și bolnavi.

### Origini

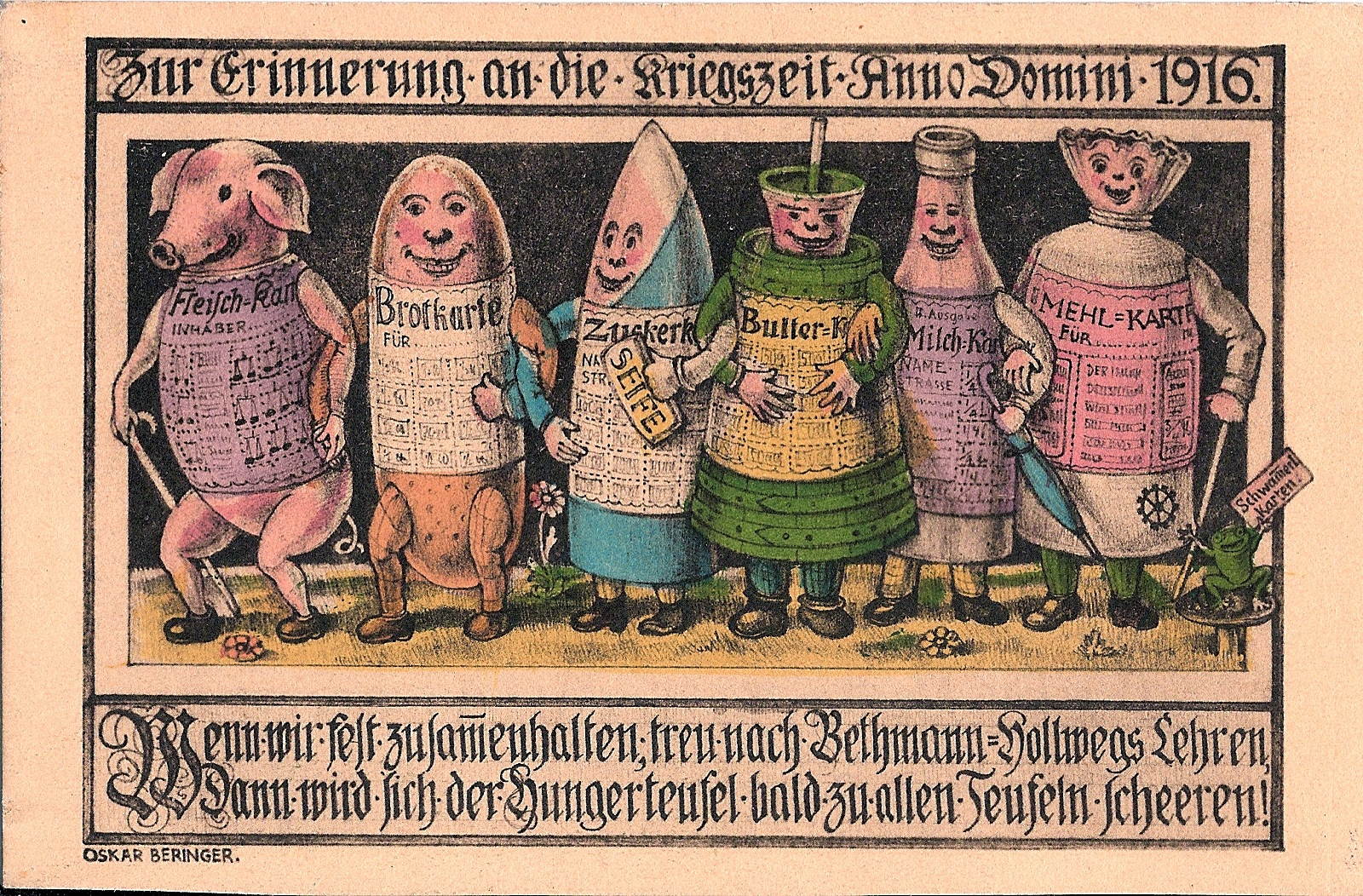
Primul Război Mondial. Afiș de propagandă al guvernului german, care descrie raționalizarea cu personificări pentru carne, pâine, zahăr, unt, lapte și făină, 1916

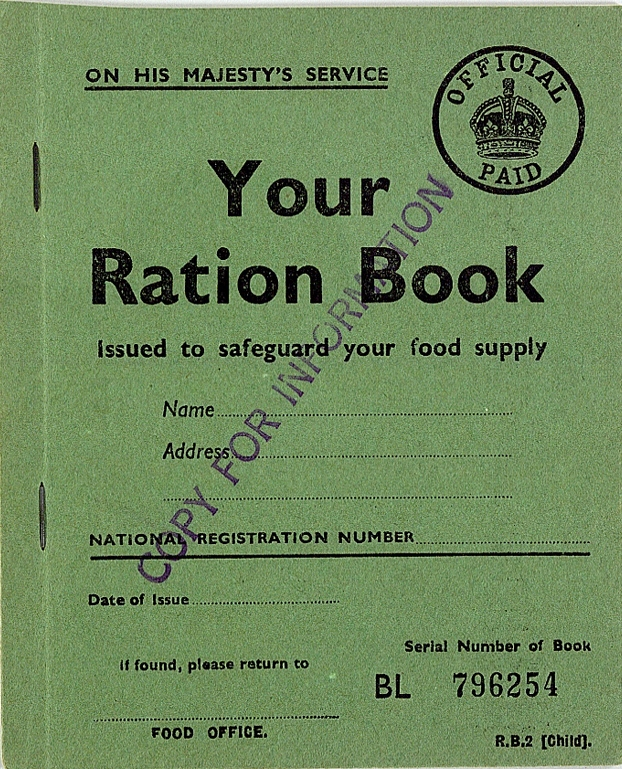
Cartelă pentru copii din Marea Britanie în timpul celui de al Doilea Război Mondial

Asediile militare au dus deseori la lipsa de alimente și alte elemente esențiale. În astfel de circumstanțe, rațiile alocate unui individ sunt adesea determinate în funcție de vârstă, sex, rasă sau poziție socială. În timpul asediului Ladysmithului în primele etape ale celui de al Doilea Război al Burilor din 1900 albii adulți primeau aceleași rații de hrană ca și soldații, în timp ce copiii primeau jumătate. Rațiile alimentare pentru indieni și negri erau semnificativ mai mici.
Primele sisteme moderne de raționalizare au fost impuse în timpul Primului Război Mondial. În Imperiul German, care suferea de pe urma blocadei britanice, a fost introdus în 1914 un sistem de raționalizare care a fost extins constant în următorii ani, pe măsură ce situația s-a agravat. Deși Marea Britanie nu suferea din cauza lipurilor alimentare, isteria cumpărăturilor spre sfârșitul războiului a determinat raționalizarea prima dată a zahărului, apoi a cărnii. Din 15 iulie 1918 s-au introdus cartele pentru unt, margarină, untură, carne și zahăr.

### Al Doilea Război Mondial
Rationarea a devenit obișnuită în timpul celui de al Doilea Război Mondial, introducându-se cartele sau bonuri. Prima marfă care a fost controlată a fost benzina. La 8 ianuarie 1940, slănina, untul și zahărul au fost raționalizate. A urmat schemele de raționalizare succesive pentru carne, ceai, gem, biscuiți, cereale pentru micul dejun, brânză, ouă, untură, lapte, conserve și fructe uscate. Legumele și fructele proaspete nu au fost raționalizate, dar rezervele au fost limitate. Peștele nu a fost raționalizat, dar prețurile la pește au crescut considerabil pe durata războiului.

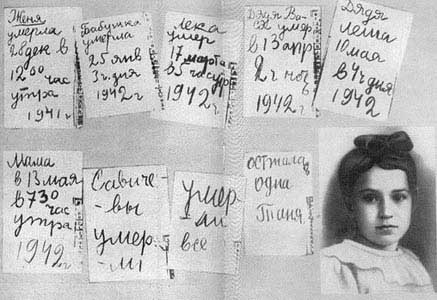
Jurnalul Taniei Saviceva, o fetiță de 11 ani, consemnează moartea de foame a surorii sale, apoi a bunicii, fratelui, unchiului, a altui unchi și a mamei. Și ea a murit de distrofie la scurt timp după asediu.

În Uniunea Sovietică alimentele au fost raționalizate din 1941 până în 1947. În special, rațiile zilnice de pâine din asediul Leningradului au fost inițial stabilite la 800 de grame. Până la sfârșitul anului 1941 rațiile de pâine au fost reduse la 250 de grame pentru muncitori și 125 de grame pentru toți ceilalți, ceea ce a dus la multe decese cauzate de foamete. Începând cu 1942, rațiile zilnice de pâine au fost mărite la 350 de grame pentru muncitori și 200 de grame pentru toți ceilalți.

### Raționalizări în timp de pace

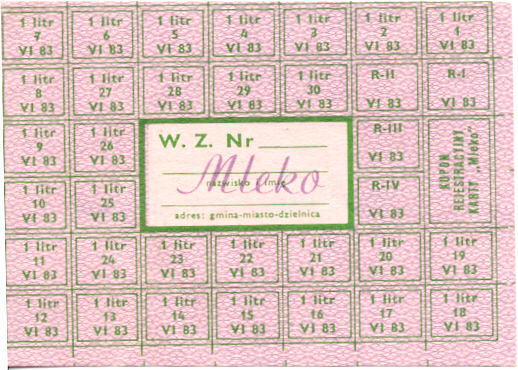
Cartelă poloneză pentru lapte între 1981 și 1983

Raționalizarea alimentelor în timp de pace a fost folosită după dezastre naturale, în timpul unor situații neprevăzute sau după politici economice guvernamentale eșuate, precum și datorită programelor extinse de austeritate.
În Marea Britanie sistemul de raționalizare a rămas în vigoare timp de ani de zile după sfârșitul celui de al Doilea Război Mondial. Pâinea și cartofii, care nu au fost raționalizate niciodată în timpul războiului, au fost raționalizate după acesta (pâinea din 1946 până în 1948 iar cartofii o perioadă din 1947). Ceaiul a fost raționalizat până în 1952. În 1953 s-a încheiat raționalizarea zahărului și a ouălor, iar în 1954 s-au terminat toate raționările când brânza și carnea n-au mai fost raționalizate.
Unele economii planificate au introdus raționări pe timp de pace din cauza penuriei de alimente în perioada postbelică. Coreea de Nord și China au făcut acest lucru în anii 1970 și 1980, la fel și România în timpul guvernării lui Ceaușescu în anii 1980, Uniunea Sovietică în 1990–1991 și Cuba din 1962 și până în prezent.

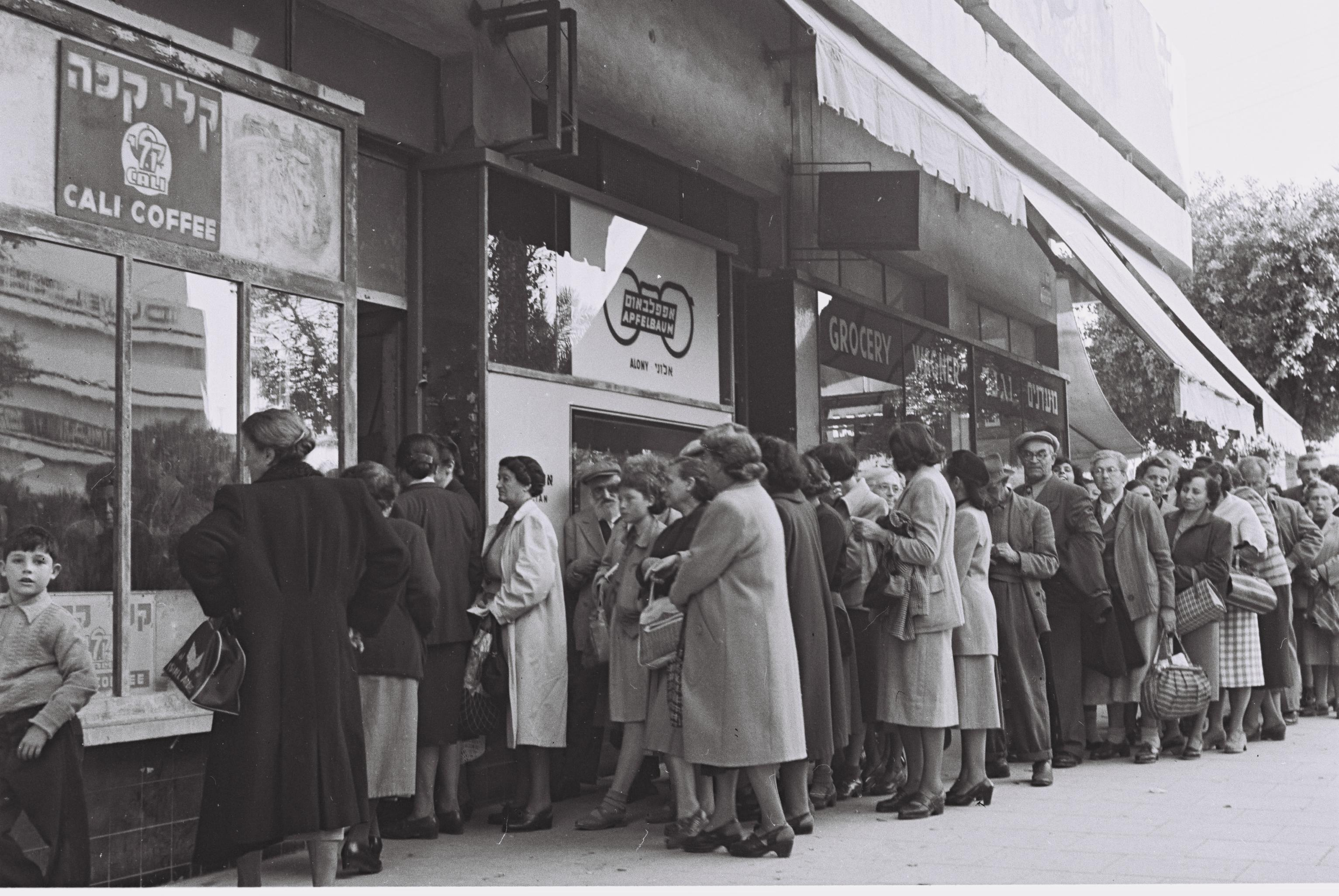
Locuitori din Tel Aviv stând la coadă pentru a cumpăra rații alimentare, 1954

Între 1949 și 1959 în Israel a fost o perioadă de austeritate. La început, doar alimentele de bază, cum ar fi uleiul de gătit, zahărul și margarina, au fost raționalizate, dar ulterior au inclus mobilierul și încălțămintea. În fiecare lună, fiecare cetățean primea cupoane pentru alimente în valoare de șase lire israeliană. Dieta medie israeliană a fost de 2800 de calorii pe zi, cu calorii suplimentare pentru copii, vârstnici și gravide. După 1952, în urma acordului de reparații între Israel și Germania de Vest, și afluxului de capital străin, economia Israelului a fost consolidată, iar în 1953, cele mai multe restricții au fost anulate. În 1958, lista mărfurilor raționalizate a fost restrânsă la doar unsprezece poziții, iar în 1959 a fost restrânsă doar la gem, zahăr și cafea.

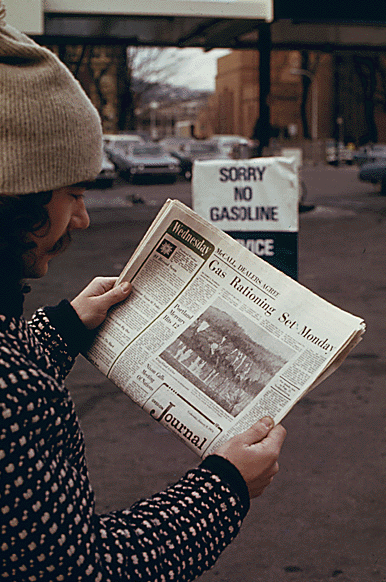
Un om în SUA citind într-un ziar în 1974 despre sistemul de raționalizare a benzinei, în timp ce în spate este anunțul că nu este benzină

După criza petrolului din 1973 produsele petroliere au fost raționalizate în multe țări. Statele Unite au introdus raționalizarea par-impară, care a permis vehiculelor cu numere pare să alimenteze o zi, iar cele impare în cealaltă.